# Chiesa della Madonna di Caravaggio (Rabbi)
La chiesa della Madonna di Caravaggio è la parrocchiale di Pracorno, frazione del comune sparso di Rabbi in Trentino. Il luogo di culto fa parte della zona pastorale delle Valli del Noce dell'arcidiocesi di Trento e risale al XIX secolo.

## Storia

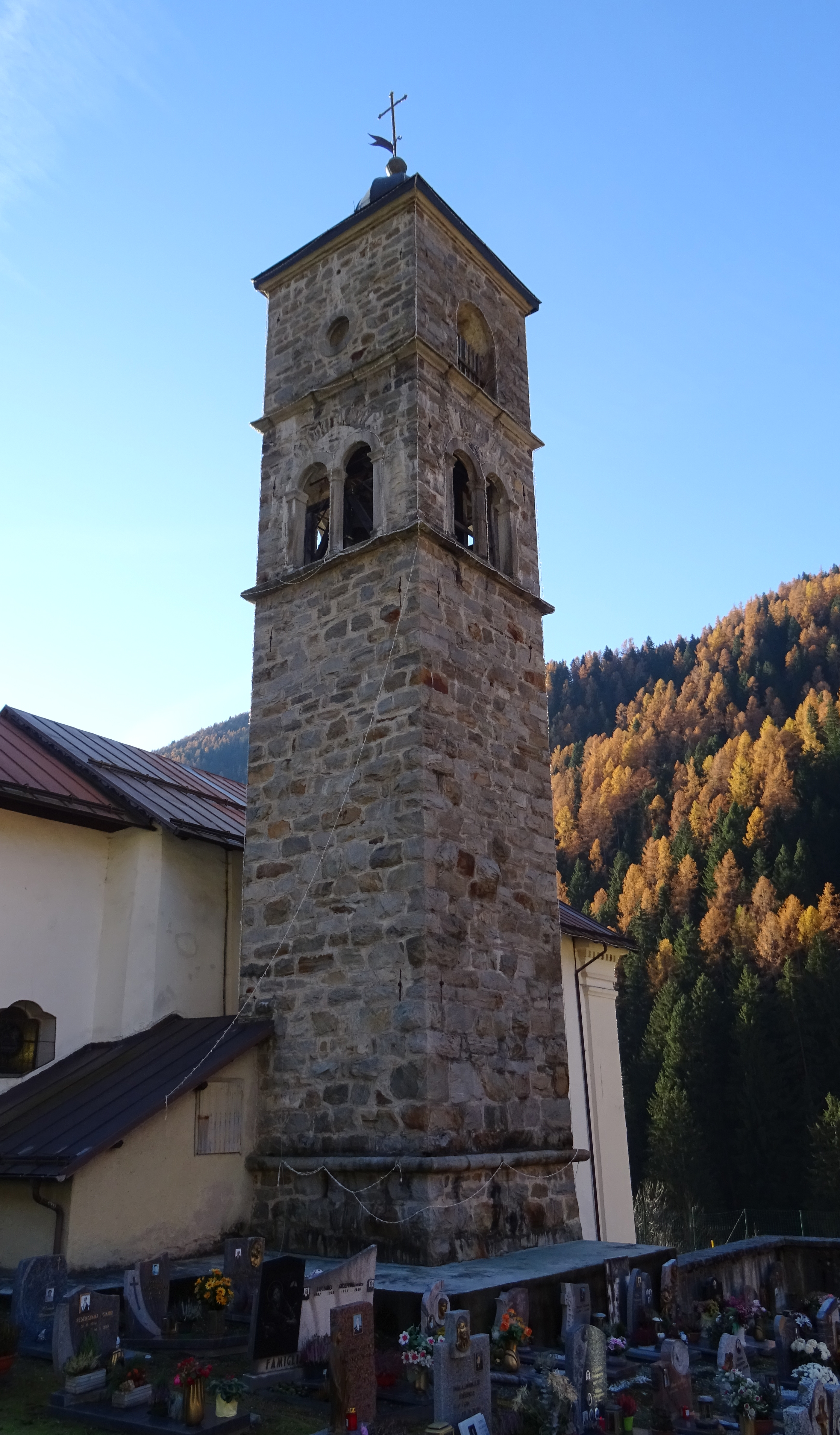
Torre campanaria.

La donazione del terreno necessario per l'erezione del luogo di culto risale al 1802 e si deve a don Domenico Manini del non lontano comune di Terzolas. Subito iniziarono i lavori di costruzione e il primo edificio venne presto ultimato. Entro la fine della metà del secolo la primitiva chiesa venne riedificata con le forme recenti. Nel frattempo fu elevata a dignità curaziale dell'antica chiesa di San Bernardo. La solenne consacrazione venne celebrata il 16 marzo 1851 dal vescovo di Trento Giovanni Nepomuceno de Tschiderer.
Gli interni furono arricchiti con decorazioni ad affresco negli anni trenta da Agostino Aldi. Il tempio venne elevato a dignità di chiesa parrocchiale nel 1943.

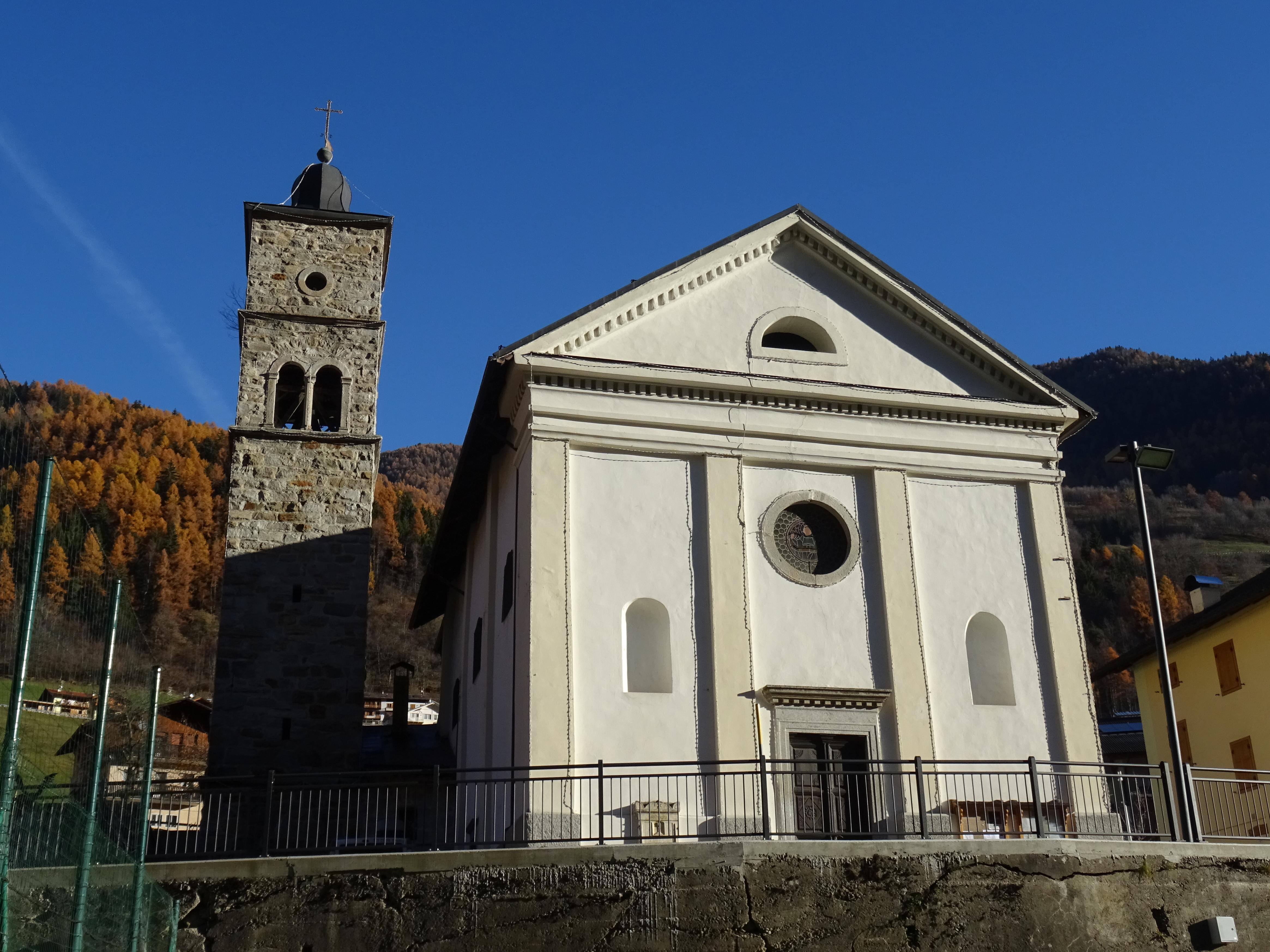
Chiesa e torre campanaria.

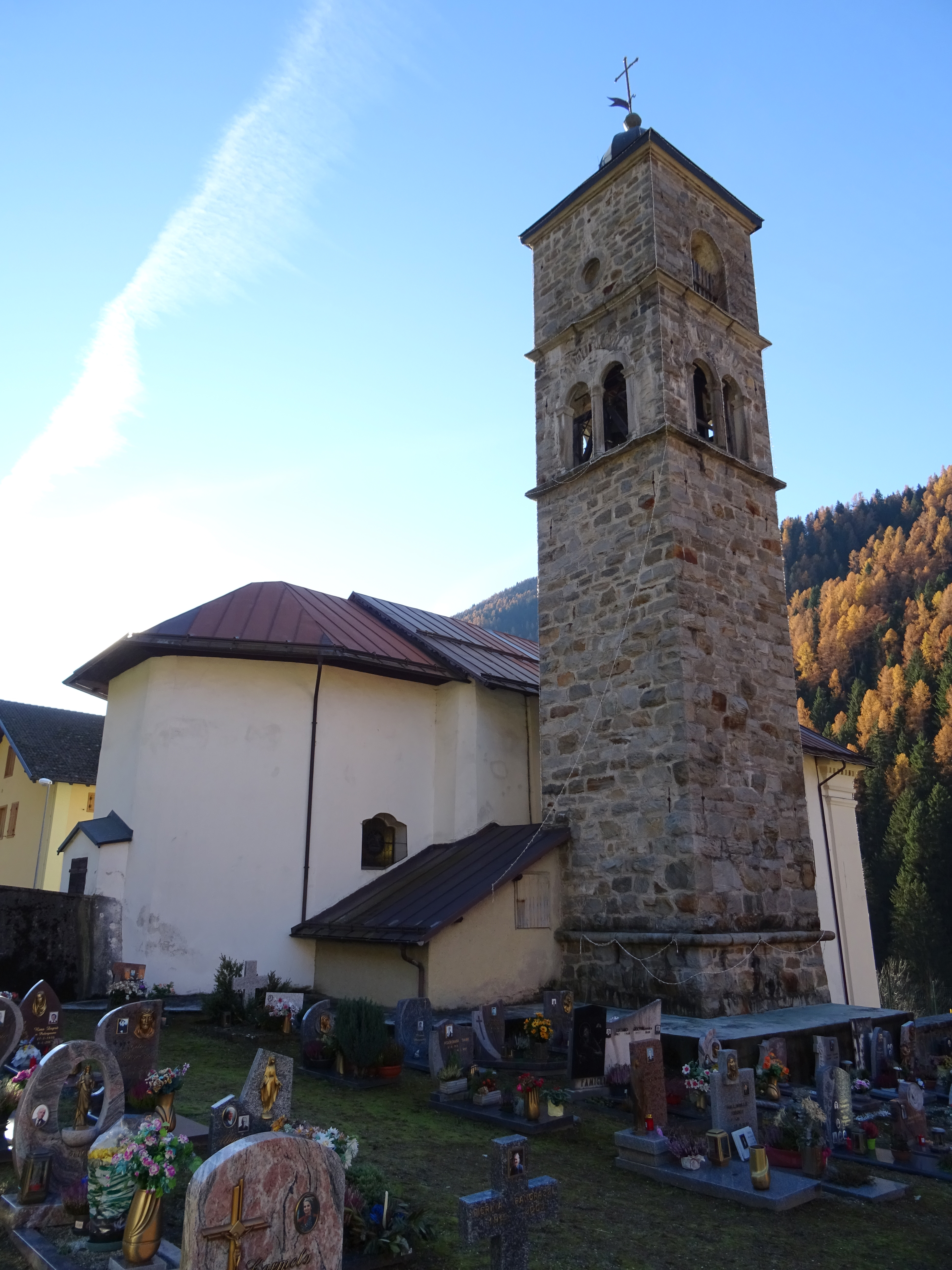
Parte absidale, torre campanaria e cimitero della comunità.

L'ultimo importante intervento ha riguardato l'adeguamento liturgico realizzato attorno al 1968. La mensa rivolta al popolo, lignea, è nel presbiterio e l'ambone è stato posto vicino all'arco santo sulla sinistra. La sede del celebrante, in legno con schienale, è posta nell'abside. 
La custodia eucaristica, col suo tabernacolo, è stata spostata dall'altare maggiore storico e posta nell'altare laterale a destra.

## Descrizione

### Esterni
Il tempio di Pracorno mostra orientamento verso nord-est. La facciata a capanna in stile neoclassico è caratterizzata da quattro lesene che reggono il grande frontone triangolare. Nella parte centrale si trova il portale architravato sormontato in asse dal grane oculo che porta luce alla sala. Nelle parti lateriali vi sono due nicchie vuote. La torre campanaria si alza in posizione arretrata e separata sulla sinistra. La cella principale si apre con quattro finestre a bifora, è sovrastata da una seconda cella con aperture diversificate e si conclude con la copertura apicale con forma di campana.

### Interni
La navata interna è unica, formata da tre campate con volta a crociera. Il presbiterio è leggermente rialzato. L'altare maggiore conserva la pala raffigurante la Madonna di Caravaggio e Sant'Antonio da Padova. La parte absidale è affrescata con immagini raffiguranti scene della vita di Maria. Appare di particolare interesse non solo storico il confessionale ligneo in noce seicentesco artisticamente intagliato.